# Programa Viking
Programa Viking foi um programa espacial não-tripulado da NASA que consistiu em um par de sondas espaciais americanas enviadas a Marte, a Viking 1 e a Viking 2. Cada veículo era composto de duas partes principais: uma projetada para estudar o planeta a partir da órbita, o orbitador (ou orbiter na língua inglesa) e outra para estudar o planeta na superfície, o aterrizador (ou lander na língua inglesa).
A Viking 1 foi lançada em 20 de agosto de 1975, e a Viking 2, no dia 9 de setembro de 1975, ambas através de foguetes Titan III-E com estágios superiores Centaur.
O custo total aproximado do programa foi de um bilhão de dólares, equivalente a cerca de seis bilhões em dólares de 2023.

## Orbitador
Os orbitadores foram baseados na sonda Mariner 9 e possuíam a forma de um octógono de aproximadamente 2,5 m de diâmetro e massa total no lançamento de 2 328 kg, dos quais 1 445 kg eram carburante e gás de controle de atitude.
A energia elétrica para os orbitadores era fornecida por meio de painéis solares, que mediam 9,7 m de ponta a ponta e forneciam uma potência de 620 W quando em Marte. Possuíam também duas baterias recarregáveis de níquel-cádmio, usadas durante o lançamento, durante as manobras de correção de curso e durante ocultações solares.
A comunicação com a Terra era feita via rádio usando-se a banda S, com duas antenas: uma omnidirecional, usada nas proximidades da Terra e outra parabólica com diâmetro de 1,5 m e direcionável, usada em longas distâncias. Uma antena montada no lado de trás e na ponta de um dos painéis solares era usada para comunicação com o aterrizador.
Os orbitadores levaram instrumentos científicos pesando 65 kg e eram compostos de duas câmeras de alta resolução, um espectrômetro infravermelho (para detecção de água na atmosfera), um radiômetro infravermelho (para mapear as emissões térmicas da superfície e da atmosfera) e um transmissor de rádio na banda X (para experimentos usando ondas de rádio).
Os objetivos principais dos orbitadores Viking foram o transporte dos aterrizadores até Marte, a realização do reconhecimento de possíveis locais de pouso, a atuação como ponte de comunicação entre os aterrizadores e Terra e a realização de suas próprias investigações científicas.

## Aterrizador
Os aterrizadores mediam aproximadamente 3 m de largura por 2 m de altura e pesavam cerca de 576 kg sem combustível (sendo 85 kg de combustível) e possuíam três suportes de pouso (“pernas”) com 1,3 m de comprimento.
A energia elétrica para os aterrizadores era fornecida por meio de dois geradores termoelétricos de radioisótopos, contendo plutônio 238, capazes de gerar no mínimo 35 W de potência elétrica cada.

A comunicação podia ser feita diretamente com a Terra, por meio de um sistema de rádio na banda S, que usava uma antena omnidirecional ou uma antena parabólica montada próxima à borda da sonda, ou usando-se o orbitador como ponte com um sistema de rádio de UHF.

Aterrizador Viking: 1-coletor de amostras; 2-braço extensível; 3-sensor de vento e temperatura; 4-câmeras; 5-antena de alto ganho (banda S); 6-antena de UHF; 7-sismômetro; 8-sapata de pouso (3); 9-absorvedor de choque (3); 10-motores de descida (3); 11-processador biológico; 12-capa do gerador termoelétrico (2); 13-tanque de combustível (2).

Possuíam duas câmeras de varredura para fotos, com visão de 360 graus (para fotos em preto e branco, coloridas, infravermelho e estereoscópicas), além de um braço com 3 m de comprimento com um coletor de amostras do solo.
Os aterrizadores levaram instrumentos científicos pesando 60 kg e consistiam de cromatógrafos para gás, espectrômetros de massa, instrumentos para estudos biológicos, duas câmeras, medidores de pressão, temperatura e sensores de vento, sismômetro, espectrômetros de fluorescência de raios X entre outros.
Os objetivos principais dos aterrizadores eram estudar a biologia, a composição química, a meteorologia, a sismologia, as propriedades magnéticas, as propriedades físicas e a aparência da superfície e atmosfera de Marte.

## Resultados científicos
Alguns resultados científicos obtidos pelo programa Viking podem ser resumidos como se segue:
- Pequenos ímãs permanentes no coletor de amostras, indicaram que a superfície contém significativo percentual de material magnético, provavelmente magnetita.
- A velocidade média do vento é da ordem de alguns metros por segundo, com rajadas de 19 m/s.

- A superfície marciana é um tipo de argila rica em ferro, que contém substâncias altamente oxidantes, que liberam oxigênio quando umedecidas. Acredita-se que os componentes principais são silicatos (SiO3) (45%) e óxido de ferro (Fe2O3) (18%), além de Al2O3 (5%), MgO (8%), CaO (5%) e SO3 (8%). A alta proporção de óxido de ferro dá a Marte sua cor avermelhada.

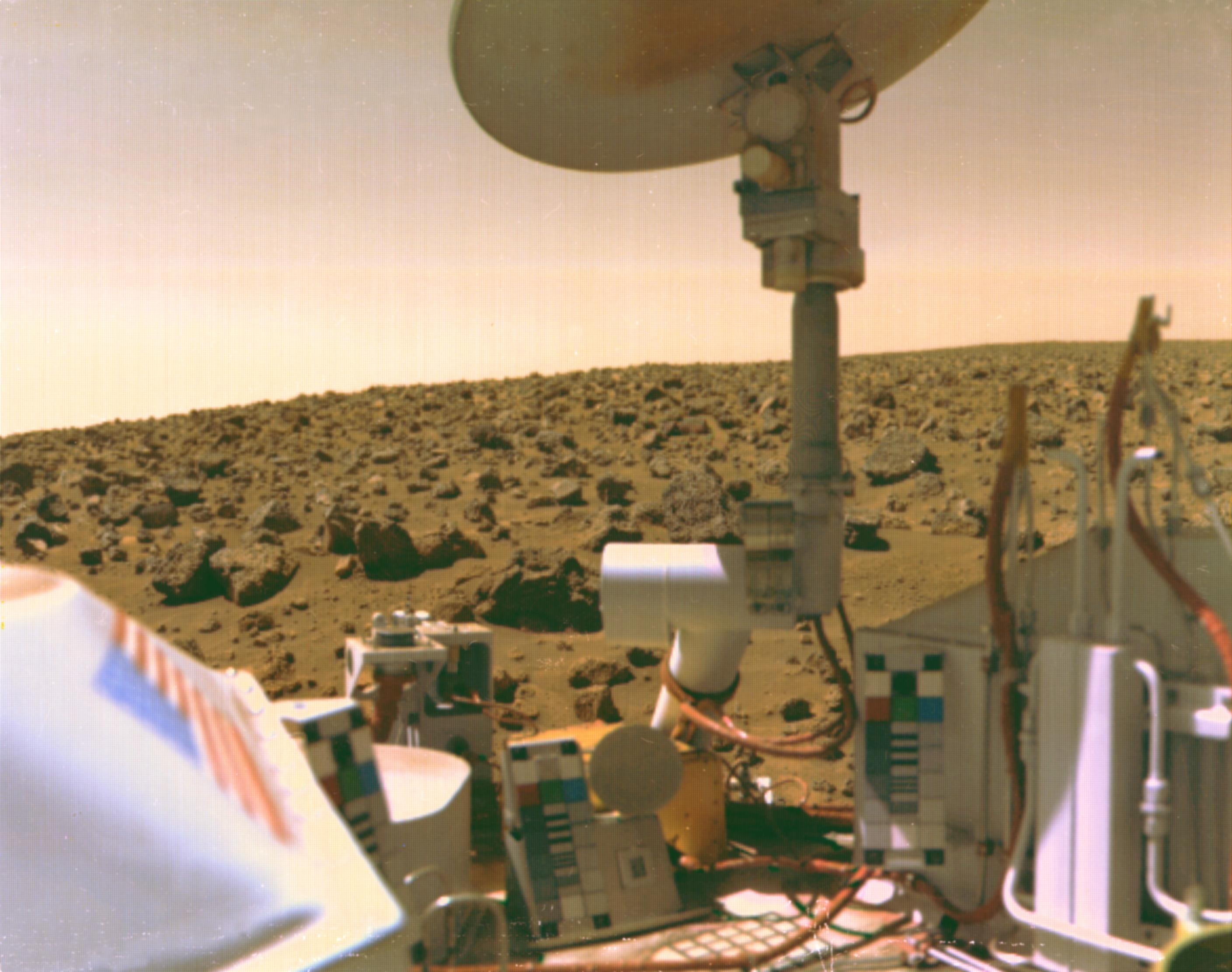
Foto da Viking 2 de Utopia Planitia.

- Foto da Viking 2 de Utopia Planitia.A superfície não contém moléculas orgânicas (a sensibilidade do método é de parte por bilhão).

- A atmosfera consiste principalmente de CO2 (95%), com pequenas quantidades de nitrogênio (2,7%), argônio (1,6%), oxigênio (0,15%). Isótopos de nitrogênio juntamente com o argônio, indicam que a densidade da atmosfera foi muito maior no passado distante.
- Variações na superfície ocorrem de forma extremamente lenta.
- A maior concentração de vapor de água na atmosfera localiza-se perto da calota polar norte no meio do verão. O hemisfério sul, tem muito pouco vapor de água.

- A densidade dos satélites de Marte (Phobos e Deimos) é baixa, da ordem de 2 gr/cm3, o que implica que eles originaram-se como asteroides capturados pela gravidade de Marte.
- Medidas do tempo de chegada dos sinais de rádio, feitas quando Marte estava atrás do Sol (conjunção), mostraram um atraso devido ao campo gravitacional do Sol, confirmando a teoria da relatividade geral de Albert Einstein com uma precisão de 0,1% (20 vezes melhor que os testes anteriores).
- A pressão atmosférica é aproximadamente 8 mbar e varia 30% durante um ano marciano, por que o dióxido de carbono condensa e sublima nas calotas polares.
- A calota polar norte permanente é composta de gelo de água, a calota sul retém algum gelo de dióxido de carbono durante o verão.
- O vapor de água é maior durante o verão no hemisfério norte, mas há grande quantidade de água congelada na subsuperfície (permafrost).
- Os hemisférios norte e sul são bastante diferentes climaticamente, em função das tempestades de areia globais que se originam no verão do hemisfério sul.
- A temperatura da atmosfera próximo à superfície medida nos locais de pouso variam de -90 °C até -8 °C. A temperatura do solo é da ordem de -43 °C.

No total, os dois orbitadores Viking produziram 52 663 imagens de Marte e mapearam aproximadamente 97% da superfície com uma resolução de 300 m (em alguns locais escolhidos a resolução foi de 8 m). Os aterrizadores produziram 4 500 imagens dos sítios de pouso.

## Sistemas de controle
Os aterrissadores Viking usaram um Computador de Orientação, Controle e Sequenciamento (GCSC) composto por dois computadores Honeywell HDC 402 de 24 bits com 18K de memória de fio revestido, enquanto os orbitadores Viking usaram um Subsistema de Computador de Comando (CCS) usando dois computadores de 18 bits.

## Fim do programa
Ao longo do tempo as sondas foram falhando por diversos motivos, levando ao final do programa Viking:
| Sonda                | Data da chegada em Marte | Data do desligamento | Tempo de operação         | Causa da falha                                                               |
| -------------------- | ------------------------ | -------------------- | ------------------------- | ---------------------------------------------------------------------------- |
| Orbitador Viking 1   | 19/06/1976               | 17/08/1980           | 4 anos, 1 mês e 19 dias   | Desligado após o esgotamento do combustível para controle de atitude.        |
| Aterrizador Viking 1 | 20/07/1976               | 13/11/1982           | 6 anos, 3 meses e 22 dias | Um comando errado enviado da Terra resultou na interrupção das comunicações. |
| Orbitador Viking 2   | 07/08/1976               | 25/07/1978           | 1 ano, 11 meses e 18 dias | Desligado após uma série de vazamentos de combustível.                       |
| Aterrizador Viking 2 | 03/09/1976               | 11/04/1980           | 3 anos, 7 meses e 8 dias  | Desligado após falha na bateria.                                             |

## Vida em Marte

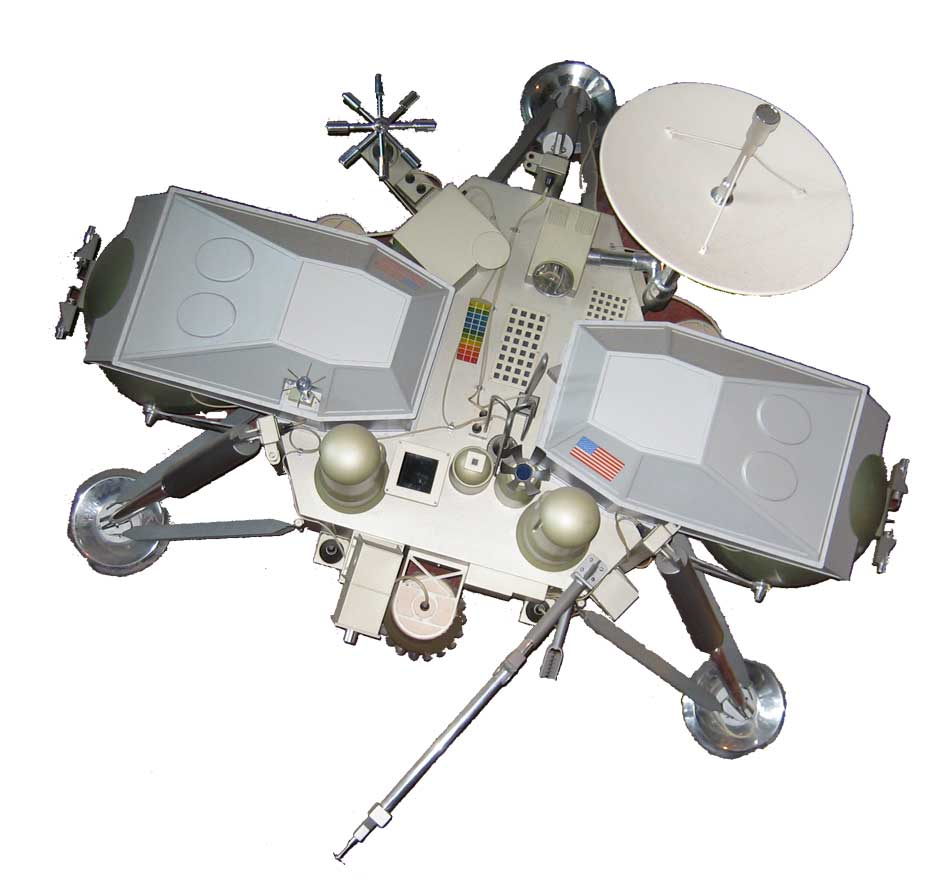
Modelo do aterrissador Viking.

Se existe vida em Marte, provavelmente está na forma de micro-organismos. Para procurar evidências de sua existência nas amostras de solo, três experimentos foram executados:
- Análise de fotossíntese: neste experimento, uma amostra de solo era exposta ao gás dióxido de carbono e deixado incubando em uma luz que simulava o sol em Marte. Posteriormente uma análise era feita para verificar se algum dióxido de carbono havia sido incorporado ao solo, uma indicação de que a fotossíntese havia ocorrido.

- Análise metabólica: compostos orgânicos eram adicionados a uma amostra de solo, “alimentado-o”, se houvessem organismos vivos, eles consumiriam os compostos e descartariam gás carbônico.
- Respiração: uma amostra de solo era umedecida com um meio de cultura, semelhante ao da análise metabólica descrita acima, uma amostra da atmosfera marciana era bombeada sobre a amostra de solo e monitorada para verificar se havia alterações na sua composição, como resultado de respiração celular.

Além desses três experimentos biológicos, as amostras de solo também eram analisadas em busca de moléculas orgânicas e de sua composição química.
Os três experimentos encontraram uma surpreendente atividade química no solo marciano, mas não forneceram uma evidência clara da presença de micro-organismos no solo nos dois sítios de pouso dos aterrizadores. Todos os três experimentos produziram resultados, mas sujeitos a variadas interpretações. Acredita-se que o solo contenha reagentes criados pelo intenso bombardeio de luz ultravioleta que poderiam simular características de organismos vivos quando no solo terrestre.
Segundo os biólogos, Marte é um ambiente auto esterilizante, devido a uma combinação de radiação ultravioleta, extrema secura do solo e natureza oxidante do solo, que impedem a formação de organismos vivos. Assim a questão da vida em Marte no presente ou no passado ainda é uma questão em aberto.

Nas palavras do Dr. Gerald Soffen, que supervisionou o trabalho de vários cientistas do programa Viking, “os cientistas finalmente concluíram que não encontramos evidência de vida em Marte, mas isso não prova que não há vida em Marte, indica apenas que em dois locais distintos no planeta onde pousamos, provavelmente não há organismos vivos”.